# Cteniloricaria platystoma
Cteniloricaria platystoma är en fiskart som först beskrevs av Günther, 1868.  Cteniloricaria platystoma ingår i släktet Cteniloricaria och familjen Loricariidae. Inga underarter finns listade i Catalogue of Life.